# 中比通商条约
中比通商条约又稱中比北京條約，是清朝與比利時簽訂的一個條約，於1866年10月27日正式生效。主要內容包括互派使臣常駐對方國都、比利時可在清朝各通商口岸派駐領事、比利時國民可以在各通商口岸居住和工作、比利時國民可以持證前往清朝內地旅遊、比利時國民被清朝國民侵犯則由清朝官員處理，清朝國民被比利時國民侵犯則由比利時官員處理、清朝授予比利時最惠國待遇。該條約於1926年9月19日到期。
1926年4月，鑒於中比通商条约將要到期，北洋政府照會比利時决定旧约到期後將廢止，並就新约進行谈判。但比利时要求在新约生效前，旧条约继续有效。中方提議中比双方在旧条约期满后商定一个临时协定，再進行新約談判。但比方要求继续行使治外法权和领事裁判权。11月5日，比利时宣布终止谈判，並拒絕接受中方臨時協定的提议，同時将争议提交海牙国际法庭。北洋政府則宣佈中比通商条约正式終止。這是中國政府首次在另一缔约国公开、正式反对的情况下单方面废除条约。此後中比恢復谈判，並成功簽訂《中比友好通商條約》，該條約於1929年2月28日正式生效。1931年1月15日，比利时将天津租界交还中国。